# Kászonjakabfalva

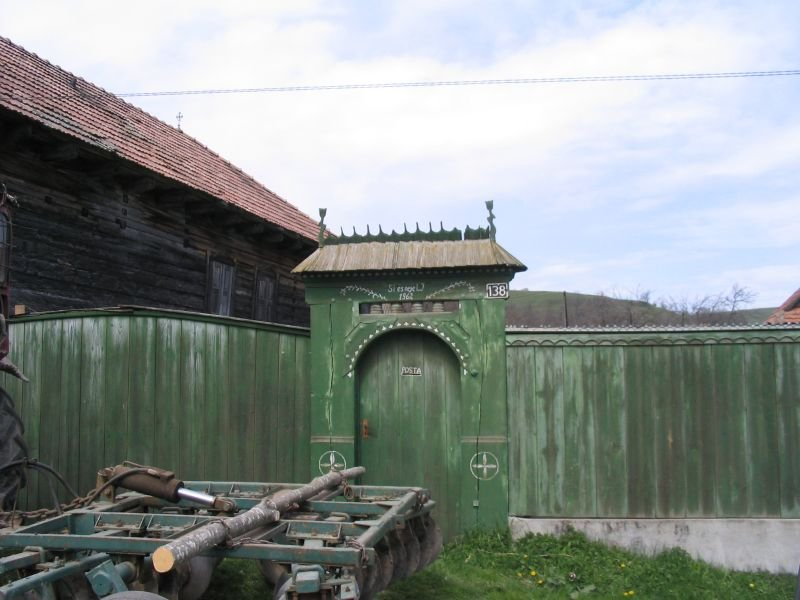
Kapu

Kászonjakabfalva (románul Iacobeni) falu Romániában Hargita megyében. Közigazgatásilag Kászonaltízhez tartozik.

## Fekvése
A Kászoni-medencében a községközpont Kászonaltíztől 4 km-re délre fekszik.

## Nevének eredete
Nevét a birtokos Jakab családról kapta.

## Története
1567-ben említik. Az 1862-es tűzvészben a falu kétharmada leégett. 1910-ben 1758 zömmel magyar lakosa volt. A trianoni békeszerződésig Csík vármegye Kászonalcsíki járásához tartozott. 1992-ben 405 lakosából 335 magyar, 66 román és 4 cigány volt.

## Látnivalók
- A Szentlélek tiszteletére szentelt barokk temploma 1783-ban épült, ekkor vált külön Nagykászon egyházközségétől. 1808 és 1818 között nyerte el mai formáját. 1906-ban a torony felső részét újjáépítették.
- Két borvizes gyógyfürdője van: a jakabfalvi és a veresszéki, melyek palackozóüzemet is működtettek. Salutaris és Kászon Gyöngye borvizeit 1890 és 1990 között palackozták.

## Borvízforrások és gyógyfürdők
- Salutaris-forrás (Kászonjakabfalva)
- Veresszéki-forrás (Kászonjakabfalva)
- Kászonfürdő (Kászonjakabfalva)